# Luigi Marchetti (politico)
Luigi Marchetti (Langosco, 1802 – ...) è stato un politico italiano.
Fu sindaco di Vercelli dal 1864 al 1866 e venne eletto deputato alla Camera del Regno d'Italia per tre legislature (VIII, IX, X).